# Gaston Planté
Pour les articles homonymes, voir Planté.
Gaston Planté, né le 22 avril 1834 à Orthez (Pyrénées-Atlantiques) et mort le 21 mai 1889 à Meudon, est un physicien et inventeur français.
Il est principalement connu pour l'invention de l'accumulateur électrique (batterie au plomb).

## Biographie
Gaston Planté est né le 22 avril 1834 à Orthez (Pyrénées-Atlantiques). Il est le neveu de l'homme politique Raymond Planté, le frère du pianiste Francis Planté et le cousin de l'homme politique Adrien Planté.

### Premiers travaux
En 1854, Gaston Planté commence à travailler comme préparateur en physique au Conservatoire national des arts et métiers à Paris et, en 1860, il obtient le poste de professeur de physique à l'Association polytechnique pour le développement de l'instruction populaire.
En 1855, il découvre les premiers fossiles de l'oiseau préhistorique non volant Gastornis parisiensis (nommé d'après son prénom) près de Paris. Cet animal gigantesque est un parent très proche du Dyatrima d'Amérique du Nord.
À cette époque, Planté, au début de sa carrière scientifique, est l'assistant d'Edmond Becquerel (père du futur prix Nobel Henri Becquerel). Cette première découverte, en dépit de la renommée considérable de Planté en 1855, sera bientôt éclipsée par ses prochaines découvertes.

### La batterie au plomb
En 1859, il met au point l'accumulateur plomb/acide, la première batterie électrique rechargeable. Son premier modèle se compose d'un rouleau spiralé de deux feuilles de plomb pur séparées par un tissu en lin, plongé dans un récipient en verre contenant une solution d'acide sulfurique. L'année suivante, il présente une batterie au plomb de neuf cellules à l'Académie des sciences. En 1881, Camille Alphonse Faure développera un modèle plus efficace et plus fiable qui connaîtra un grand succès dans les premières voitures électriques. Ce type de batterie permettra en 1899 à une voiture électrique, la Jamais contente, de franchir la vitesse de 100 km/h. Par la suite, ce type de batterie est devenu le premier type de batterie rechargeable commercialisé. Les batteries de nos voitures actuelles fonctionnent toujours essentiellement selon le même principe.

### Autres travaux en électricité
Planté s'intéresse ensuite à de nombreuses applications de l'électricité, comme la galvanoplastie ou la production d'ozone.
Pour étudier les différences entre l'électricité statique et le courant électrique, il met au point en 1877 un appareil mécanique qu'il appelle la « machine rhéostatique ». Cette machine utilise un ensemble de condensateurs au mica, un commutateur tournant et une série de contacts pour alternativement charger l'ensemble des condensateurs en parallèle (à partir d'une batterie de forte tension) puis les connecter en série. Ce système permet de multiplier la tension de la batterie par le nombre de condensateurs pour obtenir de très hautes tensions, de l'ordre de 100 000 V. En faisant tourner l'axe rapidement, on peut créer une succession rapide d'étincelles de plusieurs centimètres de long. Cette machine était un précurseur mécanique du générateur de Marx actuel.
En utilisant cette technique, Planté étudie le claquage électrique de l'air, la formation des figures de Lichtenberg et le comportement des fils fins parcourus par un courant électrique intense.
Il contribue à des revues spécialisées comme L'Électricien, mais aussi de vulgarisation telle que La Nature.
Gaston Planté meurt le 21 mai 1889 dans le quartier Bellevue de Meudon. Il est enterré à Paris au cimetière du Père-Lachaise (73e division).

### Postérité
L'oiseau préhistorique Gastornis tire son nom du prénom de Gaston Planté, qui en découvrit les premiers fossiles en 1855.
En 1959, Edgar P. Jacobs cite Planté dans l'album de bandes dessinées S.O.S. Météores à propos de l'éventualité d'utiliser l'éclair en boule comme accumulateur.
En 1979, l'Union astronomique internationale a donné le nom de Planté à un cratère lunaire.
En 1989, l'Académie bulgare des sciences a créé la Médaille Gaston Planté, décernée toutes les quelques années à des scientifiques qui ont contribué significativement au développement de la technologie des batteries au plomb.
Un Monument à Gaston Planté a été inauguré en 2001 en face de sa maison natale à Orthez.
Un amphithéâtre  porte son nom au Conservatoire national des arts et métiers à Paris.
Une rue porte son nom au Mans, à Brest, à Grabels et à Chartres.
Un timbre à son effigie a été émis par l'administration postale française en 1957.

## Distinctions
- Officier de la Légion d'honneur en 1885, Chevalier en 1881.
- Chevalier de l'Ordre de la Rose